# Легислатура Монтаны
Легислатура Монтаны (англ. Montana State Legislature) — законодательной орган штата Монтана. Легислатура состоит из двух палат — Палаты представителей Монтаны с 100 членами и Сената Монтаны с 50 членами. Заседания легислатуры проходят в Капитолии штата Монтана, расположенном в Хелене. Сенаторы избираются на четыре года, а представители — на два года с максимальным последовательным (не пожизненным) 8-летним сроком службы для членов обеих палат. Очередные всеобщие выборы проводятся в чётные годы, причём выборы сенаторов также проходят раз в два года: каждый чётный год переизбирается половина Сената.

## История
Первый законодательный орган в Монтане появился в 1864 году одновременно с образованием территории Монтана. Ассамблея территории собиралась 16 раз с 1864 по 1889 год, когда Монтана была принята в Союз. С момента образования штата законодательное собрание, как стала называться ассамблея, было разделено по партийному признаку довольно последовательно и равномерно. В 1972 году была принята действующая конституция штата, которая впервые предусматривала одномандатные законодательные округа. Год спустя собрание получило стало называться легислатурой. С тех пор Сенат на протяжении 9 сессий контролировался демократами, а на протяжении 16 сессий — республиканцами. За тот же период Палата представителей находилась под контролем демократов на протяжении 8 сессий, республиканцев — на протяжении 15 сессий, и дважды между партиями складывался паритет. Согласно законодательству штата, в случае равенства голосов контроль переходит к партии действующего губернатора. 
67-й созыв легислатуры (2021—2022 годы) контролировался Республиканской партией: в Палате представителей было 67 членов от республиканцев и 33 члена от демократов; в Сенате — 31 член от республиканцев и 19 членов от демократов. 68-я легислатура (2023—2024 годы) также контролировалась республиканским подавляющим большинством: партия контролировала две трети мест как в Палате представителей, так и в Сенате, что позволяло ей преодолевать вето губернатора и потенциально принимать предложения по поправкам к конституции. 69-й созыв (2025—2026 годы) также контролируется республиканцами.

## Законодательные сессии
Конституция Монтаны предписывает легислатуре проводить очередные сессии продолжительностью не более 90 дней в каждом нечётном году. Основная задача законодательного органа заключается в принятии сбалансированного бюджета на двухлетний период, который затем должен быть одобрен губернатором. Если губернатор накладывает вето на законопроект, законодательный орган может отменить это вето двумя третями голосов. Законодательные округа пересматриваются каждые десять лет после каждой переписи населения. Новые границы, установленные после переписи 2020 года, вступили в силу после выборов 2024 года.